# Europejskie Stowarzyszenie Ogrodów Zoologicznych i Akwariów

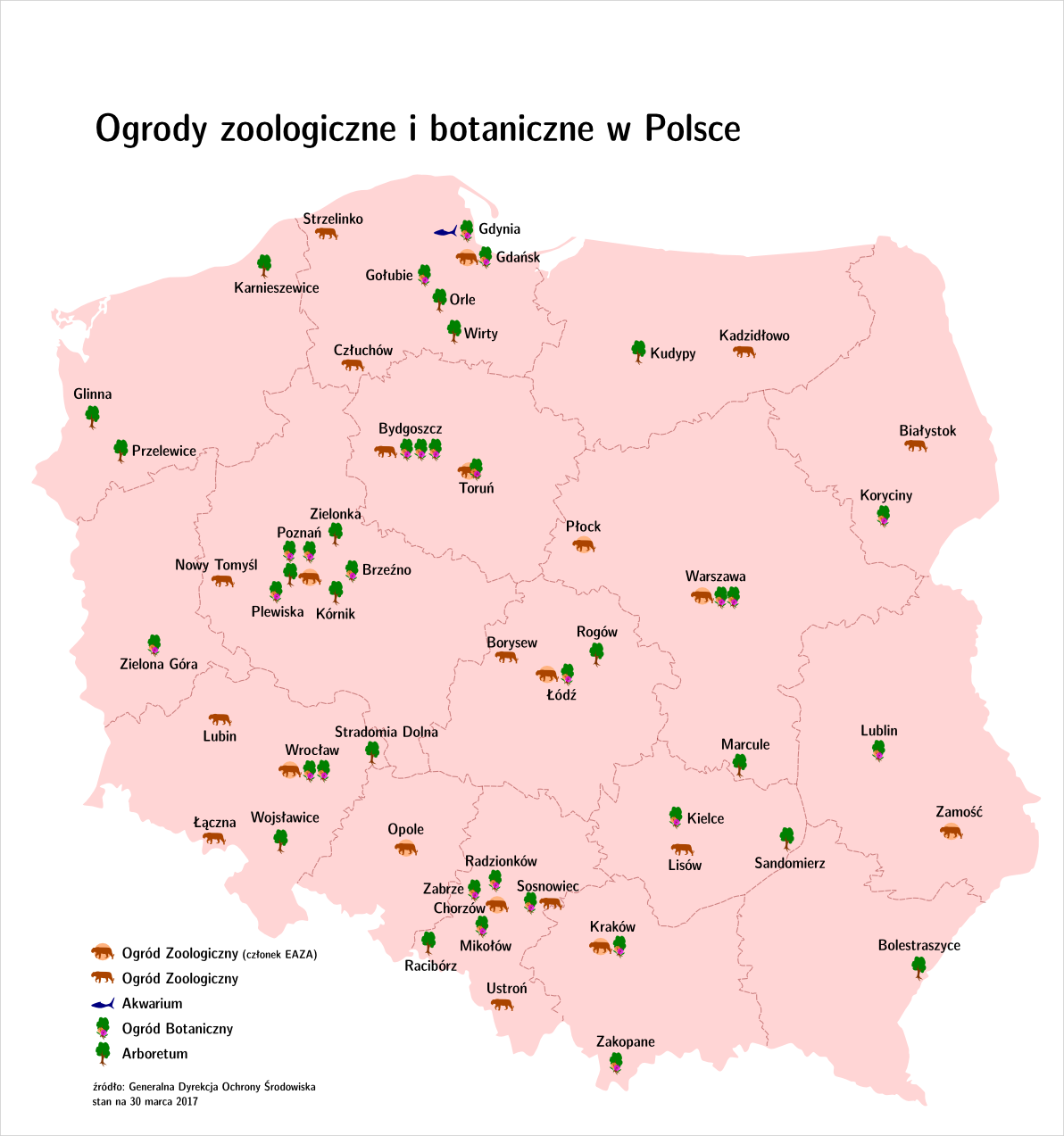
Mapa ogrodów zoologicznych i botanicznych w Polsce z zaznaczonymi członkami stowarzyszenia EAZA

Europejskie Stowarzyszenie Ogrodów Zoologicznych i Akwariów (European Association of Zoos and Aquaria – EAZA) – organizacja skupiająca najbardziej liczące się ogrody zoologiczne z całej Europy z siedzibą znajdującą się w Amsterdamie. 

## Charakterystyka
W Polsce do EAZA należy 11 ogrodów: w Poznaniu, Toruniu, Wrocławiu, Płocku, Warszawie, Opolu, Gdańsku, Łodzi, Krakowie, Zamościu i Chorzowie. 
Nie przyjęto do EAZA ogrodów w miastach: Kadzidłowo, Braniewo, Bydgoszcz, Gdynia (oceanarium), Hel (Fokarium), Ostrzyce (Łosiowa Dolina), Świerkocin (Zoo Safari) – z racji niespełniania warunków hodowli, braku prowadzenia działalności edukacyjnej lub kulturalnej, czy braku programów ratowania gatunków.
Stowarzyszenie daje szansę na wymianę zwierząt. Zapewnia dostęp do wiedzy naukowej, uczestnictwo w programach hodowlanych i badawczych. Co dwa lata stowarzyszenie sporządza raport o stanie ogrodu i może wykreślić poszczególne placówki. Ogrody muszą także opracowywać plany kolekcji zwierząt i spełniać wymogi przy pozyskiwaniu nowych gatunków.

## Polscy członkowie Stowarzyszenia
Uszeregowano według daty założenia:

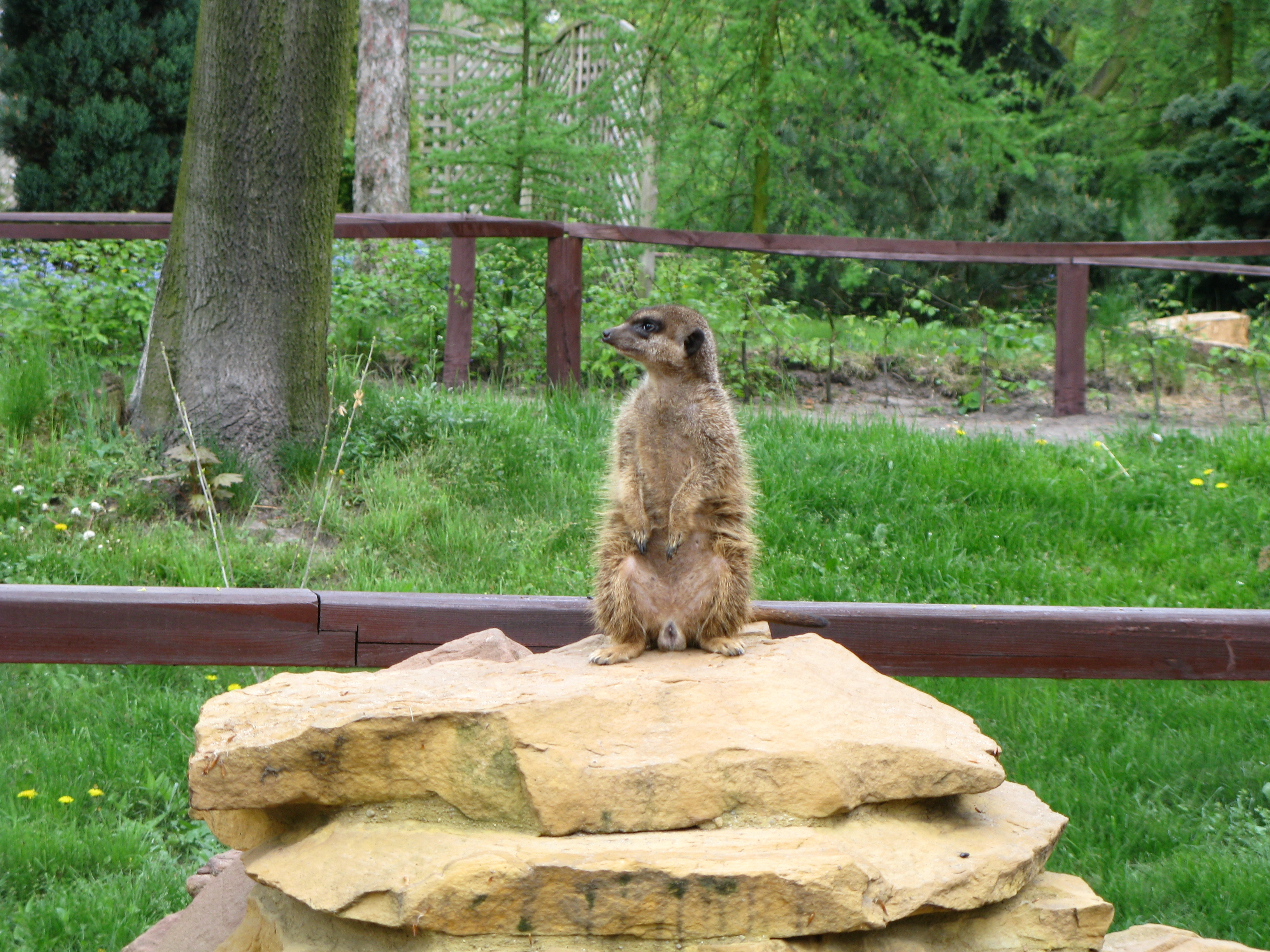
Ogród Zoobotaniczny w Toruniu

- Ogród Zoologiczny we Wrocławiu – założony w 1865
- Ogród Zoologiczny w Poznaniu – założony w 1874
- Ogród Zoologiczny w Zamościu – założony w 1919
- Ogród Zoologiczny w Warszawie – założony w 1926
- Ogród Zoologiczny w Krakowie – założony w 1929
- Ogród Zoologiczny w Opolu – założony w 1930
- Ogród Zoologiczny w Łodzi – założony w 1938
- Ogród Zoologiczny w Płocku – założony w 1951
- Ogród Zoologiczny w Gdańsku – założony w 1954
- Śląski Ogród Zoologiczny w Chorzowie – założony w 1954
- Ogród Zoobotaniczny w Toruniu – założony w 1797/1965